# Yō Uematsu
Yō Uematsu (japanisch 上松 瑛 Uematsu Yō; * 12. September 1991 in der Präfektur Kyoto) ist ein japanischer Fußballspieler.

## Karriere
Uematsu erlernte das Fußballspielen in der Schulmannschaft der Rakunan High School und der Universitätsmannschaft der Meiji-Universität. Seinen ersten Vertrag unterschrieb er 2014 bei Briobecca Urayasu. Für den Verein absolvierte er 84 Ligaspiele. 2018 wechselte er zum Drittligisten Gainare Tottori. Für den Verein, der in der Präfektur Tottori beheimatet ist, spielte er 76-mal in der dritten Liga. Im Januar 2021 kehrte er zu seinem ehemaligen Verein Briobecca Urayasu zurück.